# Burgstall Schlössleinsbuck
Der Burgstall Schlössleinsbuck, auch Burg Lentersheim genannt, ist eine abgegangene mittelalterliche Höhenburg auf dem „Schlössleinsbuck“, einem Nebengipfel des Hesselberges südwestlich von Lentersheim, einem Gemeindeteil der Gemeinde Ehingen im mittelfränkischen Landkreis Ansbach in Bayern.

## Lage
Die Burganlage befindet sich auf 562 m ü. NHN am östlichen Ausläufer des Hesselbergs auf dem so genannten Schlössleinsbuck auf der Gemarkung Lentersheim und ist als Bodendenkmal unter der Denkmalnummer D-5-6929-0115 erfasst. Auf dem Hauptgipfel, dem Ehinger Berg, sowie dem Röckingerberg befanden sich Befestigungen der Bronze- und Urnenfelderzeit, ein Burgstall des frühen Mittelalters sowie Freilandstation des Mesolithikums, Siedlung des Neolithikums, Bestattungsplatz der Bronzezeit und ein frühmittelalterlicher Friedhof.

## Geschichte
Vermutlich war die Burg auf dem Schlössleinsbuck Sitz der Herren von Lentersheim, die aus einem vor dem Jahr 1000 in Lentersheim lebendem Rittergeschlecht hervorgingen. 996 wird Hans von Lentersheim erwähnt, 1012 werden Friedrich und Eleonore von Lentersheim, 1042 wird Siegemund von Lentersheim, 1080 Georg von Lentersheim, 1100 bis 1170 Wilhelm von Lentersheim, um 1160 bis 1220 Heinrich von Lentersheim, um 1190 bis 1250 Conrad von und zu Lentersheim erwähnt.
Die Herren von Lentersheim bauten die Anlage im 11. oder 12. Jahrhundert zu einer wehrhaften Ritterburg aus. Im Familienstammbuch der Herren von Lentersheim ist über den Untergang der Burg Folgendes nachzulesen: Als Conrad von Lentersheim 1246 von den Feldzügen Kaiser Friedrichs II. aus Norditalien zurückkehrte, war seine Burg völlig zerstört. Daraufhin hat er begonnen, in Neuenmuhr eine völlig neue Burg zu bauen. Tatsächlich zogen 1239 auch Soldaten aus dem Hesselbergraum an der Seite des hier erwähnten Stauferkaisers Friedrich II. in den Kampf gegen Papst Gregor IX. nach Italien. Nach anderen Aussagen soll die Burg 1371 an die Burggrafen von Nürnberg gelangt und im Bauernkrieg untergegangen sein. Die Herren von Lentersheim lebten bis zu ihrem Aussterben zu Beginn des 19. Jahrhunderts in ihren Schlössern in Alten- und Neuenmuhr, dem heutigen Muhr am See.
1865 erfolgte eine erste Ausgrabung in der Mitte des Plateaus. 1907 sind durch Paul Reinecke Grabungsschnitte angelegt worden sein, über die aber außer den Funden von spätmittelalterlicher Keramik und Dachziegelbruch nichts bekannt ist.

## Architektur
Der rechteckige Mottenhügel liegt auf dem Grat des Schlössleinbucks östlich des Heselbergs. Im Digitalen Geländemodell lässt sich der Grundriss der einst gewaltigen Burganlage sehr gut erkennen. Demnach befand sich die Hauptburg im Osten der Anlage und wurde durch eine ausgedehnte Vorburg gegen Westen hin geschützt. Ein rechteckiges Wall-Graben-System umgibt einen Turmhügel mit einer Innenfläche von 50 × 25 m. Westlich von ihm erstreckt sich die langschmale Vorburg, die von der Hauptburg durch einen tiefen Graben getrennt ist. Sie ist durch einen Hanggraben mit außenliegendem Wall befestigt. Das Westende ist als Halsgraben stärker ausgebildet. Es sind keine Gebäudereste mehr erkennbar. Vom östlichen bis zum westlichen Graben misst die Burganlage etwa 273 Meter.
Spärliche Reste von mittelalterlichen Burganlagen findet man auf dem Ehinger Berg und dem Schlössleinsbuck.